# 2022年のバレンシアグランプリ
2022年のバレンシアグランプリは、ロードレース世界選手権の2022年シーズン最終戦として、11月6日にスペインのリカルド・トルモ・サーキットで開催された。

## 概要
アラゴンGPで右手の薬指と小指を負傷し、手術を終えた中上貴晶が復帰。Moto2クラスでは足の損傷を負ったバリー・バルタスが欠場。マッティア・パシーニが2年ぶりに代理出走を果たした。